# Micheline Spoerri
Pour les articles homonymes, voir Spoerri.
 (avril 2021).
Si vous disposez d'ouvrages ou d'articles de référence ou si vous connaissez des sites web de qualité traitant du thème abordé ici, merci de compléter l'article en donnant les références utiles à sa vérifiabilité et en les liant à la section « Notes et références ».
Micheline Spoerri, née le 11 janvier 1946 à Alger, est une personnalité politique binationale franco-suisse, membre du Parti libéral suisse.

## Biographie
Diplômée en biologie médicale et détentrice d'un doctorat en chimie analytique, elle dirige successivement plusieurs laboratoires entre 1976 et 1999 avant de devenir membre du conseil d'administration de l'Hôpital cantonal.
Sur le plan politique, elle est élue au conseil municipal de la ville de Genève en 1991, puis au Grand Conseil du canton de Genève en 1993. Du 11 novembre 2001 au 5 décembre 2005, elle est membre du Conseil d'État, responsable du département de justice et police. 
En 2012, elle est candidate divers droite pour les élections législatives dans la sixième circonscription des Français établis hors de France
.

## Publications
- Micheline Spoerri, Genève, juin 2003... Un G8 pas comme les autres, Genève, Slatkine, 2006, 235 p. (ISBN 2-8321-0243-3, présentation en ligne).